# فهرست طولانی‌ترین فیلم‌ها
فهرست طولانی‌ترین فیلم‌ها (انگلیسی: List of longest films) فهرستی از فیلم‌هایی است که زمان اجرای آن بیش از ۳۰۰ دقیقه (پنج ساعت) می‌باشد.

## فیلم‌های تجربی
|    | مدت          | عنوان                             | سال انتشار | یادداشت       |
| -- | ------------ | --------------------------------- | ---------- | ------------- |
| ۱  | ۵۱/۴۲۰ دقیقه | لجستیک                            | ۲۰۱۲       |               |
| ۱  | ۱۴٫۴۰۰ دقیقه | زمان مدرن بودن برای همیشه         | ۲۰۱۱       | [ ۱ ]         |
| ۲  | ۹٫۰۰۰ دقیقه  | پکن ۲۰۰۳                          | ۲۰۰۳       | [ ۲ ]         |
| ۳  | ۷۲۰۰ دقیقه   | بدون عنوان #۱۲۵ (هیکوری)          | ۲۰۱۱       | [ ۳ ]         |
| ۴  | ۵٫۷۰۰ دقیقه  | ماتریوشکا                         | ۲۰۰۶       | [ ۴ ]         |
| ۵  | ۵٫۲۲۰ دقیقه  | درمان بی‌خوابی                     | ۱۹۸۷       | [ ۵ ]         |
| ۶  | ۲٫۸۸۰ دقیقه  | طولانی‌ترین و بی‌معناترین فیلم دنیا | ۱۹۶۸       | [ ۶ ]         |
| ۷  | ۱٫۵۰۰ دقیقه  | چهار ستاره                        | ۱۹۶۷       | [ ۷ ]         |
| ۸  | ۱٫۴۴۰ دقیقه  | روانی ۲۴ ساعته                    | ۱۹۹۳       | [ ۸ ]         |
| ۹  | ۱٫۴۴۰ دقیقه  | ساعت                              | ۲۰۱۰       | [ ۹ ]         |
| ۱۰ | ۱٫۴۴۰ دقیقه  | زمانی انسان بودم                  | ۲۰۱۴       | [ ۱۰ ] [ ۱۱ ] |
| ۱۱ | ۸۴۰ دقیقه    | نفت خام                           | ۲۰۰۸       | [ ۱۲ ]        |
| ۱۲ | ۸۲۳ دقیقه    | قطعه بوردو                        | ۲۰۰۴       | [ ۱۳ ]        |
| ۱۳ | ۷۶۳ دقیقه    | یوکونگ چگونه کوه‌ها را جابه‌جا کرد  | ۱۹۷۶       | [ ۱۴ ]        |
| ۱۴ | ۶۹۰ دقیقه    | کاخ سفید                          | ۲۰۰۶       | [ ۱۵ ]        |
| ۱۵ | ۶۴۳ دقیقه    | سیرک وحشی                         | ۲۰۰۹       | [ ۱۶ ]        |
| ۱۶ | ۶۰۷ دقیقه    | رنگ خشک                           | ۲۰۱۶       | [ ۱۷ ]        |
| ۱۷ | ۴۸۵ دقیقه    | امپایر                            | ۱۹۶۴       | [ ۱۸ ]        |
| ۱۸ | ۴۸۰ دقیقه    | بع بع لند                         | ۲۰۱۷       | [ ۱۹ ]        |
| ۱۹ | ۴۸۰ دقیقه    | تقلید از مسیح                     | ۱۹۶۷       | [ ۲۰ ]        |
| ۲۰ | ۴۸۰ دقیقه    | خواب                              | ۲۰۱۳       | [ ۲۱ ] [ ۲۲ ] |
| ۲۱ | ۴۶۲ دقیقه    | بیداری                            | ۲۰۰۰       | [ ۲۳ ]        |
| ۲۲ | ۴۳۵ دقزقه    | مرثیه‌ها: بنای یادبود              | ۱۹۸۵       | [ ۲۴ ]        |
| ۲۳ | ۴۱۰ دقیقه    | عیاشی فیلم                        | ۱۹۶۸       | [ ۲۵ ]        |
| ۲۴ | ۴۰۲ دقیقه    | ستاره مرگ                         | ۲۰۰۴       | [ ۲۶ ]        |
| ۲۵ | ۳۶۹ دقیقه    | غم زیاد                           | ۲۰۱۳       | [ ۲۷ ]        |
| ۲۶ | ۳۵۲ دقیقه    | رودخانه بنیاد                     | ۲۰۱۴       | [ ۲۸ ]        |
| ۲۷ | ۳۲۱ دقیقه    | خواب                              | ۱۹۶۳       | [ ۱۸ ]        |

## فیلم‌های سینمایی
| عنوان                     | مدت        | سال انتشار | یادداشت |
| ------------------------- | ---------- | ---------- | ------- |
| فیلم خواهیم ساخت          | ۱۲۶۵ دقیقه | ۲۰۱۹       | [ ۲۹ ]  |
| سفر                       | ۸۷۳ دقیقه  | ۱۹۸۷       | [ ۳۰ ]  |
| گل                        | ۸۰۷ دقیقه  | ۲۰۱۸       | [ ۳۱ ]  |
| خروجی یک                  | ۷۷۵ دقیقه  | ۱۹۷۱       | [ ۳۲ ]  |
| تکامل یک خانواده فیلیپینی | ۵۹۳ دقیقه  | ۲۰۰۴       | [ ۳۳ ]  |
| شوآ                       | ۵۶۶ دقیقه  | ۱۹۸۵       | [ ۳۴ ]  |
| کراوات شی‌کو: مسیرهای غربی | ۵۵۱ دقیقه  | ۲۰۰۳       | [ ۳۵ ]  |
| لالایی برای راز غم‌انگیز   | ۴۸۵ دقیقه  | ۲۰۱۶       | [ ۳۶ ]  |
| او.جی.: ساخت آمریکا       | ۴۶۳ دقیقه  | ۲۰۱۶       | [ ۳۷ ]  |
| مالیخولیا                 | ۴۵۰ دقیقه  | ۲۰۰۸       | [ ۳۸ ]  |
| تانگوی شیطان              | ۴۱۹ دقیقه  | ۱۹۹۴       | [ ۳۹ ]  |
| بهترین دوران جوانی        | ۳۶۶ دقیقه  | ۲۰۰۳       | [ ۴۰ ]  |
| نزدیک مرگ                 | ۳۵۸ دقیقه  | ۱۹۸۹       | [ ۴۱ ]  |
| کارامای                   | ۳۵۶ دقیقه  | ۲۰۱۱       | [ ۴۲ ]  |
| دوریت کوچک                | ۳۵۰ دقیقه  | ۱۹۸۷       | [ ۴۳ ]  |
| کارلوس                    | ۳۳۹ دقیقه  | ۲۰۱۰       | [ ۴۴ ]  |
| از آنچه از قبل بوده       | ۳۳۸ دقیقه  | ۲۰۱۴       | [ ۴۵ ]  |
| ناپلئون                   | ۳۳۲ دقیقه  | ۲۰۱۶       | [ ۴۶ ]  |
| ۱۹۰۰                      | ۳۱۸ دقیقه  | ۱۹۷۶       | [ ۴۷ ]  |
| ساعت خوش                  | ۳۱۷ دقیقه  | ۲۰۱۵       | [ ۴۸ ]  |
| سیل                       | ۳۱۵ دقیقه  | ۱۹۷۴       | [ ۴۹ ]  |
| فنی و الکساندر            | ۳۱۲ دقیقه  | ۱۹۸۲       | [ ۵۰ ]  |
| تساهل                     | ۳۰۴ دقیقه  | ۱۹۹۴       | [ ۵۱ ]  |

## فیلم‌های منتشر شده در چند بخش
| عنوان                    | مدت         | سال انتشار | یادداشت    |
| ------------------------ | ----------- | ---------- | ---------- |
| سوزاندن معبد نیلوفر قرمز | ۱٫۶۲۰ دقیقه | ۱۹۲۸–۳۱    | فیلم گمشده |
| رؤیای عمارت قرمز         | ۷۳۵ دقیقه   | ۱۹۸۸–۸۹    | [ ۵۳ ]     |
| ارباب حلقه‌ها             | ۶۸۱ دقیقه   | ۲۰۰۱–۰۳    | [ ۵۴ ]     |
| وضع بشر                  | ۵۷۴ دقیقه   | ۱۹۵۹–۶۱    | [ ۵۵ ]     |
| ماجراجویی سه دیجمون      | ۵۳۲ دقیقه   | ۲۰۱۲–۱۴    | [ ۵۶ ]     |
| تایگا                    | ۵۰۱ دقیقه   | ۱۹۹۲       | [ ۵۷ ]     |
| جنگ و صلح                | ۴۱۵ دقیقه   | ۱۹۶۶–۶۷    | [ ۵۸ ]     |
| خون‌آشام‌ها                | ۳۹۹ دقیقه   | ۱۹۱۵–۱۶    | [ ۵۹ ]     |
| مهاجران + سرزمین جدید    | ۳۹۳ دقیقه   | ۱۹۷۱–۷۲    | [ ۶۰ ]     |
| شب‌های عربی               | ۳۸۳ دقیقه   | ۲۰۱۵       | [ ۶۱ ]     |
| نیمفومانیاک              | ۳۲۵ دقیقه   | ۲۰۱۳       | [ ۶۲ ]     |
| دارودسته‌های واسیپور      | ۳۱۷ دقیقه   | ۲۰۱۲       | [ ۶۳ ]     |